# Regierungsbezirk Arnsberg
Arnsberg is een van vijf Regierungsbezirke (regio's) van Noordrijn-Westfalen, een deelstaat van Duitsland.
| Kreise                                                                                                  | Kreisfreie Städte                          |
| --- | ------------------------------------------ |
| - Ennepe-Ruhr-Kreis - Hochsauerlandkreis - Märkischer Kreis - Olpe - Siegen-Wittgenstein - Soest - Unna | - Bochum - Dortmund - Hagen - Hamm - Herne |

## Aangrenzende regio's
| Aangrenzende regio's        | Aangrenzende regio's    | Aangrenzende regio's     | Aangrenzende regio's | Aangrenzende regio's     |
| --------------------------- | ----------------------- | ------------------------ | -------------------- | ------------------------ |
|                             |                         | Regierungsbezirk Münster |                      | Regierungsbezirk Detmold |
|                             |                         |                          |                      |                          |
| Regierungsbezirk Düsseldorf | Regierungsbezirk Kassel |                          |                      |                          |
|                             |                         |                          |                      |                          |
| Regierungsbezirk Keulen     |                         | Regierungsbezirk Koblenz |                      | Regierungsbezirk Gießen  |